# Ficus radicans
Ficus radicans é uma espécie de planta com flor pertencente à família Moraceae. 
A autoridade científica da espécie é Desf., tendo sido publicada em Tableau de l'École de Botanique ed. 3: 413. 1829.

## Portugal
Trata-se de uma espécie presente no território português, nomeadamente no Arquipélago dos Açores.
Em termos de naturalidade é introduzida na região atrás indicada.

## Protecção
Não se encontra protegida por legislação portuguesa ou da Comunidade Europeia.